# Frente Democrático (periódico)
Frente Democrático fue un periódico argentino publicado entre 1943 y 1956 aunque sin continuidad. Fue fundado como medio de difusión del partido Concentración Obrera en 1942 por José Fernando Penelón, su primer director.

## Director
José Fernando Penelón (1890-1954) era un dirigente del gremio gráfico y uno de los fundadores del Partido Comunista Argentino que en dos oportunidades fue elegido concejal en la ciudad de Buenos Aires. En 1927 junto con otros dirigentes se alejó del PCA y en 1928 fundó otro que luego tomó el nombre de Concentración Obrera. En 1942 fundó el periódico Frente Democrático cuya 1ª época finalizó en marzo de 1943; reanudó su publicación en mayo de 1944 hasta setiembre de 1945 y, en su tercera, época, entre 1954 y 1956.

## Fuente
- «FRENTE DEMOCRÁTICO. Publicación mensual del Partido Concentración Obrera / Dir.: (José F. Penelón)». Consultado el 6 de agosto de 2011. (enlace roto disponible en Internet Archive; véase el historial, la primera versión y la última).

- Datos: Q5869319